# 김은모
김은모(1982년 2월 21일 ~ )은 대한민국의 일본어 번역가이다. 대구 출신으로 경북대학교 행정학과를 졸업했다. 대표적인 역서로 고바야시 야스미의 《앨리스 죽이기》, 미치오 슈스케의 《달과 게》, 《물의 관》, 소네 게이스케의 《지푸라기라도 잡고 싶은 짐승들》, 아야쓰지 유키토의 관 시리즈, 미쓰다 신조의 작가 시리즈, 우타노 쇼고의 밀실살인게임 시리즈가 있다.

## 저작
- 고바야시 야스미 작품
  - 장난감 수리공(알에이치코리아)
  - 죽이기 시리즈(검은숲)
    - 앨리스 죽이기
    - 클라라 죽이기
    - 도로시 죽이기
    - 팅커벨 죽이기

- 구라치 준 작품(검은숲)
  - 별 내리는 산장의 살인
  - 지나가는 녹색 바람

- 기타야마 다케쿠니 작품(한스미디어)
  - 밀실에서 검은 고양이를 꺼내는 방법
  - 인어공주
  - 춤추는 조커

- 누쿠이 도쿠로 작품(엘릭시르)
  - 나를 닮은 사람
  - 미소 짓는 사람
  - 프리즘

- 소네 게이스케 작품(북홀릭)
  - 열대야
  - 지푸라기라도 잡고 싶은 짐승들
  - 코

- 마리 유키코 작품
  - 갱년기 소녀
  - 살인귀 후지코의 충동
  - 여자 친구
  - 이사

- 마야 유타카 작품
  - 메르카토르는 이렇게 말했다
  - 메르카토르와 미나기를 위한 살인
  - 애꾸눈 소녀

- 미쓰다 신조 작품
  - 작가 시리즈
    - 기관, 호러작가가 사는 집
    - 작자미상, 미스터리 작가가 읽는 책
    - 백사당, 괴담작가가 들려주는 이야기
    - 사관장

- 미야기 아야코 작품
  - 교열걸
  - 혼외 연애와 비슷한 것

- 미야베 미유키 작품
  - 구적초
  - 비둘기피리 꽃
  - 비탄의 문
  - 영웅의 서

- 미치오 슈스케 작품
  - 가사사가의 수상한 중고매장(북폴리오)
  - 구체의 뱀(북홀릭)
  - 노엘(북폴리오)
  - 달과 게(북폴리오)
  - 물의 관(북폴리오)
  - 술래의 발소리(북홀릭)
  - 투명 카멜레온(한스미디어)
  - 빛(문학동네)

- 아비코 다케마루 작품
  - 뫼비우스의 살인
  - 0의 살인

- 아야쓰지 유키토 작품
  - 관 시리즈
    - 수차관의 살인
    - 인형관의 살인
    - 흑묘관의 살인

- 우타노 쇼고 작품
  - 밀실살인게임 시리즈(한스미디어)
  - 밀실살인게임
  - 밀실살인게임 2.0
  - 밀실살인게임 마니악스

- 이누이 루카 작품
  - 그날로 돌아가고 싶어
  - 당신의 능력을 교환해드립니다
  - 테후테후장에 어서 오세요

- 이사카 고타로 작품(현대문학)
  - 후가는 유가
  - 화이트 래빗

- 지넨 미키토 작품(아르테)
  - 가면병동
  - 시한병동

- 검찰 측 죄인(시즈쿠이 슈스케, 아르테)
- 괴도 탐정 야마네코(카미나가 마나부, 위즈덤하우스)
- 금색기계(쓰네카와 고타로, 알에이치코리아)
- 기담을 파는 가게(아시베 다쿠, 현대문학)
- 내 머리가 정상이라면(야마시로 아사코, 작가정신)
- 너는 기억 못하겠지만(후지마루, 아르테)
- 로트레크 저택 살인사건(쓰쓰이 야스타카, 검은숲)
- 마스야사 초능력사 사무소(혼다 데쓰야, 검은숲)
- 명탐정에게 장미를(시로다이라 교, 문학동네)
- 무지개 끝 마을의 비밀(아리스가와 아리스, 학산문화사)
- 미스터리 아레나(후카미 레이이치로, 엘릭시르)
- 범죄자(오타 아이, 엘릭시르)
- 사이언스?(히가시노 게이고, 현대문학)
- 서술트릭의 모든 것(니타도리 케이, 한스미디어)
- 성스러운 검은 밤(시바카 요시키, 알에이치코리아)
- 세 가지 악몽과 계단실의 여왕(마스다 타다노리, 현대문학)
- 세계의 끝과 시작은(오리가미 교야, 아르테)
- 소녀들은 밤을 걷는다(우사미 마코토, 현대문학)
- 시인장의 살인(이마무라 마사히로, 엘릭시르)
- 악보와 여행하는 남자(아시베 다쿠, 현대문학)
- 일곱 개의 관(오리하라 이치, 한스미디어)
- 우리의 세계가 끝날 무렵(아야사카 미츠키, 위즈덤하우스)
- 우죄(야쿠마루 가쿠, 달다)
- 자물쇠가 잠긴 방(기시 유스케, 북홀릭)
- 젤리피시는 얼어붙지 않는다(이치카와 유토, 엘릭시르)
- 조화의 꿀(렌조 미키히코, 북홀릭)
- 투명인간의 창고(시마다 소지, 학산문화사)
- Q&A(고바야시 히로키, 현대문학)